# 조원초등학교
조원초등학교(棗園初等學校)는 대한민국 경기도 수원시 장안구에 있는 공립 초등학교이다.

## 연혁
- 1993. 09. 01 조원국민학교로 개교(19학급)
- 1993. 09. 01 초대 신영석 교장 취임
- 1994. 05. 13 테니스장 설치(테니스 코트 1면)개장
- 1995. 04. 22 운동장 스탠드 차양 시설 1차 준공
- 1996. 02. 13 제1회 졸업(졸업생 209명)
- 1996. 03. 01 ‘조원초등학교’로 교명 개칭
- 1996. 08. 15 5개 교실 증축
- 1997. 08. 28 학교 급식소 준공(150평) 및 급식 실시
- 1998. 11. 22 11개 교실 증축
- 1998. 11. 27 교육부 지정 열린교육 시범학교 운영 보고
- 2001. 08. 23 운동장 스탠드 차양 시설 1차 시설(Poiycarbonate Sheet 소재)
- 2002. 01. 31 교지 「돌쩌귀」창간호 발간
- 2002. 05. 20 학교공원화 사업(조경식수 20종 70본, 진입로 및 울타리 조경공사 90M)
- 2002. 09. 01 전통 예악실(1실) 설치 및 운영(전교생)
- 2004. 12. 31 교실 바닥 11개 교실 개보수
- 2005. 03. 20 조원한자 교재 발간
- 2005. 05. 24 학교숲 개장
- 2005. 08. 20 과학실 현대화 사업
- 2005. 08. 29 경기도교육청 원어민교사 지원교 발탁
- 2005. 11. 03 기초생활영어 교재 발간
- 2005. 11. 07 생활체육시설 설치(농구대외 4종)
- 2005. 12. 23 컴퓨터실 정비(새 기종 변경)
- 2006. 11. 24 제2컴퓨터실 신설
- 2007. 03. 09 교무실 리모델링
- 2007. 08. 14 보건실 리모델링
- 2007. 08. 24 학교안 통학로 확장 설치
- 2007. 08. 31 전기승압시설, 전화선 교체
- 2008. 01. 22 방송실 리모델링
- 2008. 02. 24 각교실 사물함 교체
- 2008. 08. 20 복도바닥 교체
- 2008. 10. 21 참빛 글터 조원도서관 및 영어체험실 개관
- 2009. 02. 16 교실바닥 교체 및 천정형 에어컨 설치
- 2009. 09. 07 화장실 리모델링
- 2009. 09. 30 체력단련실 개관
- 2009. 10. 15 학교평가
- 2009. 11. 12 급식실 신축공사
- 2010. 06. 21 급식실 및 다목적교육관 준공
- 2010. 10. 27 제4회 조원 금당골 예술제
- 2011. 06. 04 제5회 가족동요제, 장미축제, 알뜰바자회
- 2011. 11. 19 우리얼으뜸이 뽑기 대회
- 2011. 09. 01 제5대 윤교철 교장 취임
- 2015. 02. 13 제20회 110명 졸업(3,532명)
- 2015. 03. 01 22학급 편성(특수 1학급 포함)
- 2021. 10. 17 제7대 류범영 교장 취임